# Tamba coeruleobasis
Tamba coeruleobasis är en fjärilsart som beskrevs av Kobes 1983. Tamba coeruleobasis ingår i släktet Tamba och familjen nattflyn. Inga underarter finns listade i Catalogue of Life.

## Bildgalleri

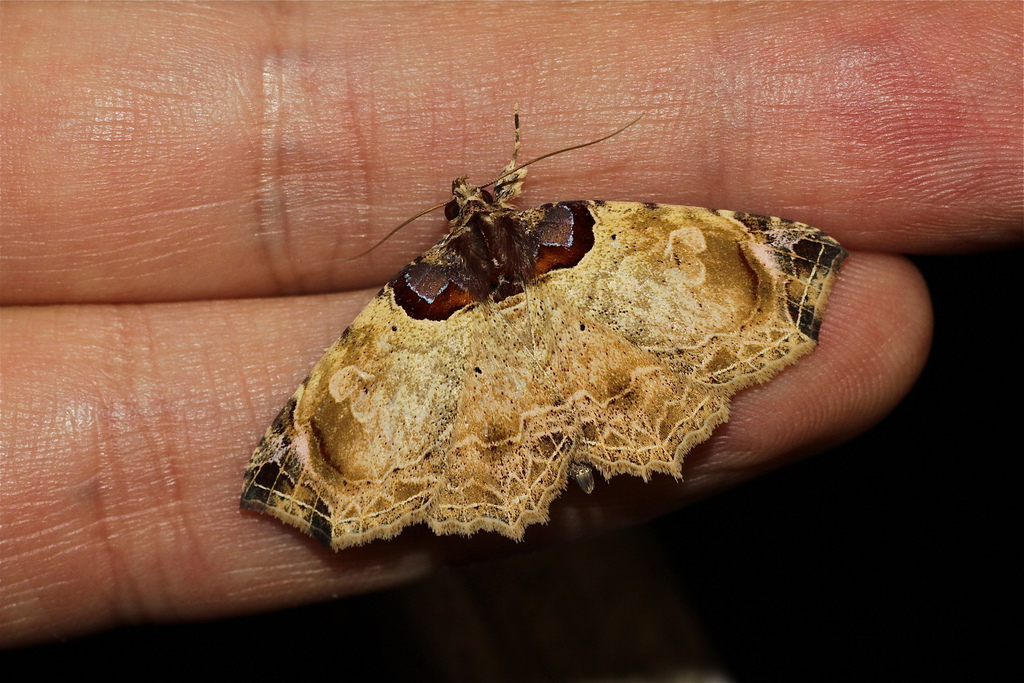